# ليديا روبرتس
ليديا روبرتس (بالإنجليزية: Lydia Roberts)‏ هي عالمة أمريكية، ولدت في 1879 في بلدة هوب في الولايات المتحدة، وتوفيت في 1965.